# Озеро Накуру (национальный парк)
О́зеро Наку́ру (англ. Lake Nakuru National Park) — национальный парк в Центральной Кении. Расположен в 140 км к северо-западу от Найроби, в провинции Рифт-Валли недалеко от города Накуру. Парк расположен вокруг озера Накуру и занимает площадь 188 км². Национальный парк Озеро Накуру первоначально был создан в качестве заповедника птиц в 1960 году и в 1968 году получил статус национального парка. Экосистема парка сосредоточена вокруг озера, окружённого лугами и зарослями леса. В парке обитает около 56 различных видов млекопитающих, в том числе белый носорог, а также около 450 видов птиц.

## Флора и фауна
Основу пищевой цепи парка составляют синезелёные водоросли Cyanophyte Spirulina platensis, которыми питается огромное количество фламинго. В пик сезона на озере собирается более 1,5 миллиона фламинго и полумиллиона пеликанов и поверхность мелкого озера иногда трудно разглядеть из-за массы розового цвета. За счёт этого парк приобрёл всемирную известность. Число фламинго на озере в течение года меняется в зависимости от воды в озере и пищи. Также довольно интересна территория вокруг озера, где обитает множество животных включая редких белых носорогов.
Парк недавно был расширен с целью сохранения популяции чёрного носорога, что в свою очередь потребовало ограждения территории для защиты животных от браконьеров (а не для ограничения их передвижения). На юго-востоке парк граничит с природоохранной зоной Soysambu, которая представляется возможным будущим расширением среды обитания для носорогов и единственным оставшимся коридором для дикой природы к озеру Найваша.
В 2009 году в парке насчитывалось более 25 особей чёрного носорога (одна из крупнейших популяций в стране), а также около 70 белых носорогов. В парке также обитает угандийский жираф, перемещённый в целях безопасности из западной Кении в 1977 году. Очень распространён в парке водяной козёл. Из хищников присутствуют лев и леопард, последний из которых наблюдается гораздо чаще с недавних пор. В парке также водятся питоны больших размеров, обитающие в густых лесах, и которых можно увидеть пересекающими дорогу или свисающими с деревьев.
Помимо фламинго в парке имеется множество других видов птиц, которые обитают около озера и в зарослях деревьев: орлан-крикун, исполинская цапля, молотоглав, малый пегий зимородок и кафрский орёл.
Среди географических достопримечательностей парка выделяется спящий вулкан Мененгай высотой в 2,3 км над уровнем моря.

## Туризм
Посетители парка могут найти различные типы размещения в соответствии с их предпочтениями, начиная от дорогих лоджей и заканчивая дешёвыми кемпингами. Передвижение по парку пешком запрещено за исключением специальных обзорных площадок.
Национальный парк озеро Накуру вместе с Амбосели являются наиболее дорогими национальными парками в Кении (Premium Parks).
Входная стоимость в парк (2013 год):
| Категория                                      | Стоимость |
| ---------------------------------------------- | --------- |
| Граждане государств Восточной Африки           | 1000 KSh  |
| Студенты и дети государств Восточной Африки    | 200 KSh   |
| Граждане других государств                     | $80       |
| Студенты и дети других государств              | $40       |
| Транспортное средство менее 6 мест (за 1 день) | 300 KSh   |

|     |                |       |               |
| Лев | Малый фламинго | Жираф | Белый носорог |